# We Need a Resolution
We Need a Resolution is een single van het album Aaliyah van de zangeres met dezelfde naam. Het nummer werd geschreven en geproduceerd door Timbaland. Eigenlijk werd "Loose Rap" gekozen als single, maar uiteindelijk werd toch "We Need a Resolution" uitgebracht.
De single bereikte de top 20 in Engeland en in de Hiphop en r&b chart in de Verenigde Staten stond hij op de eerste plaats.

## Tracklist
1. "We Need a Resolution" (featuring Timbaland)
2. "Messed Up"
3. "Are You Feelin' Me?"